# Закриницька сільська рада
Закриницька сільська рада — колишня адміністративно-територіальна одиниця та орган місцевого самоврядування у Ярунському (Пищівському) і Новоград-Волинському районах Волинської округи, Київської та Житомирської областей Української РСР з адміністративним центром у селі Закриниччя.

## Населені пункти
Сільській раді на час ліквідації були підпорядковані населені пункти:
- с. Вересня
- с. Закриниччя.

## Населення
Кількість населення ради, станом на 1923 рік, становила 1 349 осіб, кількість дворів — 236.
Кількість населення сільської ради, станом на 1924 рік, становила 1 355 осіб.

## Історія та адміністративний устрій
Створена 1923 року в складі сіл Вересня, Закриниччя та колоній Антонівка, Дорофіївка Жолобенської волості Новоград-Волинського повіту Волинської губернії. 7 березня 1923 року увійшла до складу новоствореного Пищівського (згодом — Ярунський) району Житомирської (згодом — Волинська) округи. 3 жовтня 1924 року кол. Антонівка передано до складу Дерманської сільської ради Судилківського району Шепетівської округи. Станом на 1 жовтня 1941 року на обліку числяться хутори Вовче та Філія; кол. Дорофіївка не перебуває на обліку населених пунктів.
Станом на 1 вересня 1946 року сільська рада входила до складу Ярунського району Житомирської області, на обліку в раді перебували села Вересня та Закриниччя; хутори Вовче та Філія не перебувають на обліку населених пунктів.
4 червня 1958 року, відповідно до указу Президії Верховної ради Української РСР «Про утворення Новоград-Волинського району Житомирської області», Ярунський район ліквідовано, сільську раду включено до складу Новоград-Волинського району.
Ліквідована 5 березня 1959 року, відповідно до рішення Житомирського облвиконкому № 161 «Про ліквідацію та зміну адміністративно-територіального поділу окремих сільських рад області», територію та населені пункти приєднано до складу Мокренської сільської ради Новоград-Волинського району Житомирської області.